# Carl Johan Pettersson
Carl Johan Pettersson (i riksdagen kallad Pettersson i Åby), född 4 januari 1815 i Allhelgona församling, död 1 december 1895 i Stora Åby församling, Östergötlands län, var en svensk godsägare och riksdagsman. Han var bror till lantbrukaren och riksdagsmannen Otto Petersson.
Pettersson var godsägare i Stora Åby i Östergötland. Han var ledamot av riksdagens första kammare 1879–1882, invald i Östergötlands läns valkrets.